# Histoire de l'aérostation
L'aérostation est la technique qui permet le vol au sein de l'atmosphère terrestre en utilisant des engins plus légers que l'air. L'histoire de l'aérostation commence véritablement à la fin du XVIIIe siècle d'abord avec les ballons gonflés à l'air chaud, puis à l'hydrogène, et enfin avec une combinaison des deux techniques pour les vols de longues durées. Elle conduit au développement des dirigeables qui, un temps, concurrenceront le transport aérien par avion, avant de s'interrompre tragiquement avec l'accident du Hindenburg en 1937. L'aérostation est, au début du XXIe siècle, essentiellement une activité de sport et de loisir. Les ballons restent utilisés à des fins scientifiques, en météorologie en particulier. Des projets de dirigeables renaissent périodiquement pour le transport de charges encombrantes et pondéreuses. Elle a été récemment démocratisée grâce aux retours des grands ballons captifs notamment à Paris et Disneyland Paris, avec la société Aerophile.

## Premiers essais

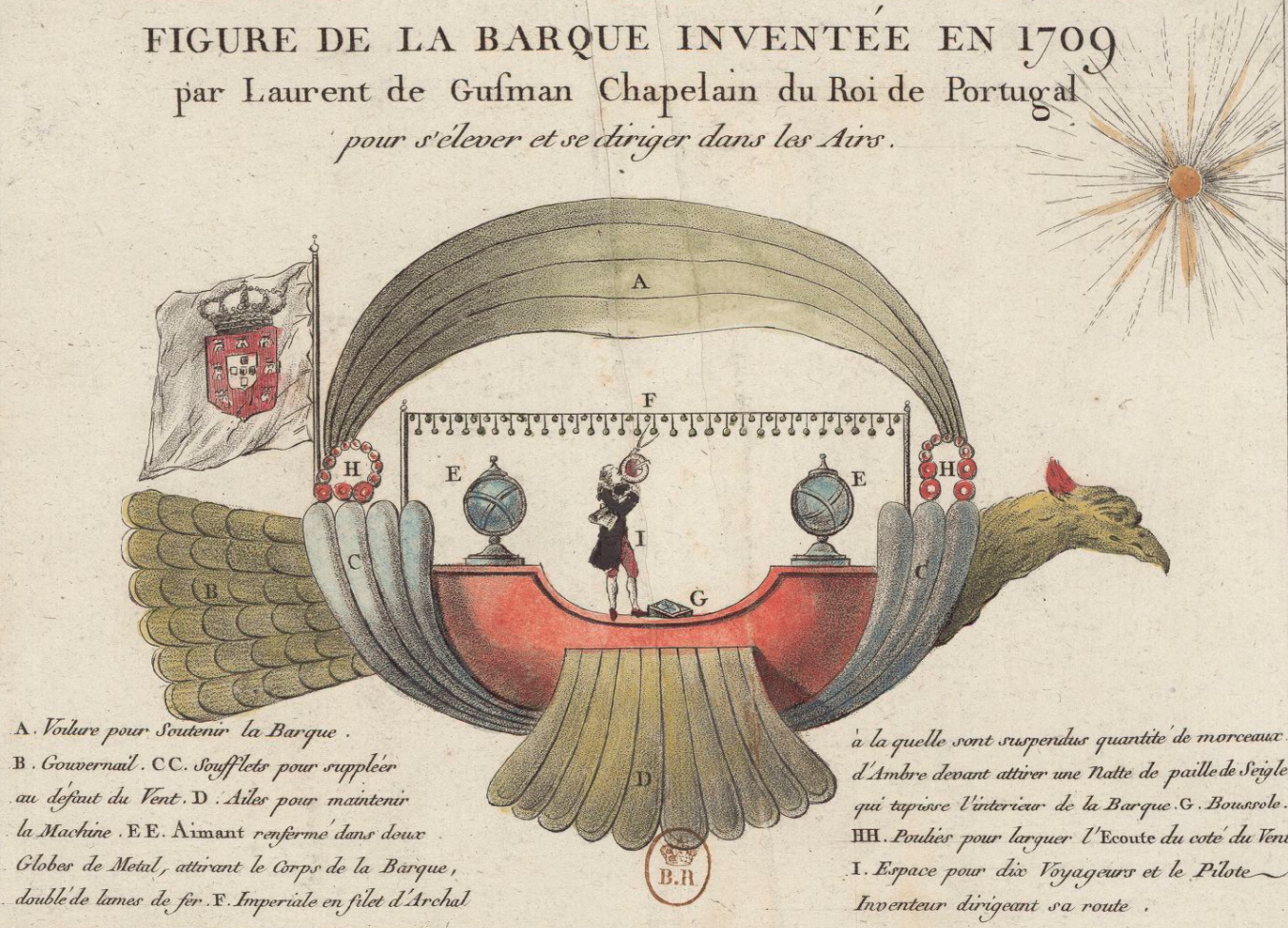
Figure fantaisiste de la Barque imaginée en 1709 par Bartolomeu Lourenço de Gusmão, pour s'élever et se diriger dans les Airs - Bibliothèque nationale de France.

Les premières expériences enregistrées de vols de ballons remplis d'air chaud furent celles effectuées en présence du roi Jean V du Portugal en août 1709 par un prêtre portugais, Bartolomeu Lourenço de Gusmão. Le ballon construit en papier aurait atteint une hauteur de 4 mètres.
En 1736, un physicien portugais nommé Gusmann s'élève à l'aide d'un aérostat, mais l'expérience s'achève par un échec, le ballon s'accrochant à une corniche du palais royal.
Les frères Étienne et Joseph Montgolfier font leurs premiers essais avec un ballon de papier rempli d'air chaud en 1782 et de nombreuses anecdotes non documentées rendent compte de ces vols. Le premier vol d'une montgolfière aurait eu lieu à Annonay, en Ardèche, le 25 avril 1783 et elle aurait atteint une hauteur d'environ 300 mètres. La première démonstration publique a lieu à Annonay, le 4 juin 1783 en présence des États particuliers du Vivarais et la montgolfière dépasse l'altitude de 1 800 mètres. Ce vol leur ouvre les portes de la cour de Versailles où ils envoient dans les airs, le 19 septembre 1783, en présence du roi Louis XVI, un coq, un canard et un mouton, comme passagers d'un ballon de 13 mètres de diamètre. Ceux-ci parcourent plus de 3 km à une hauteur de 550 mètres ouvrant ainsi la voie aux vols habités.

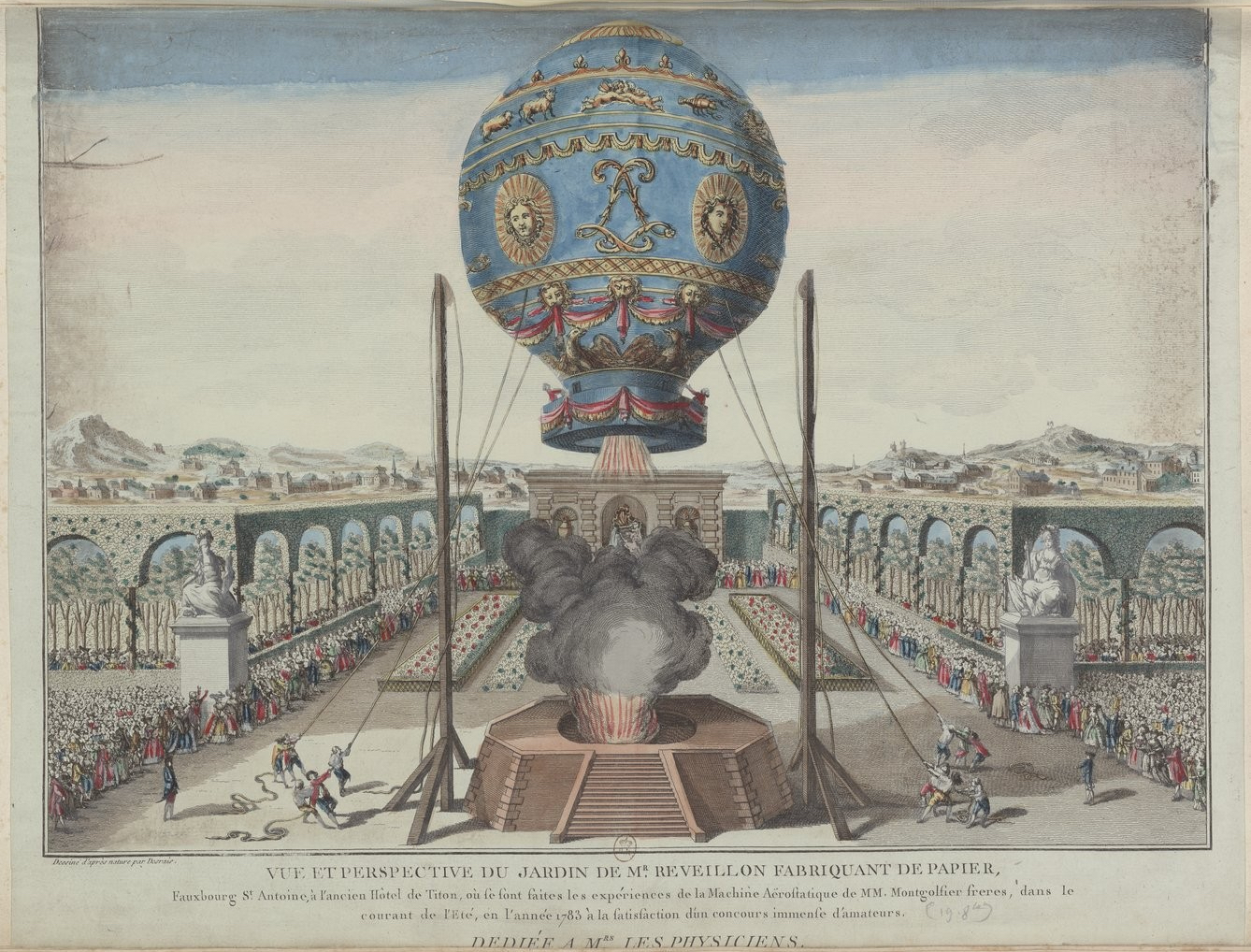
Gravure représentant le 1er vol habité à la Folie Titon, le 19 octobre 1783.

Le 27 août 1783, le physicien Jacques Charles avec l'aide des frères Robert, lâche le premier ballon à gaz rempli d'hydrogène à Paris, devant l'École militaire. Le ballon, inhabité, se pose à Gonesse, 25 km plus loin.
Le 19 octobre 1783, le premier vol habité par des humains est effectué, à la manufacture de Jean-Baptiste Réveillon à la Folie Titon, avec un ballon captif (relié au sol). Il emporte deux personnes : Jean-François Pilâtre de Rozier et Giroud de Villette jusqu'à 130 mètres d'altitude.

## Premiers vols en ballons libres
|                                                                                               |  |  |
| Jean-François Pilâtre de Rozier et François Laurent d'Arlandes, les deux premiers aéronautes. |  |  |

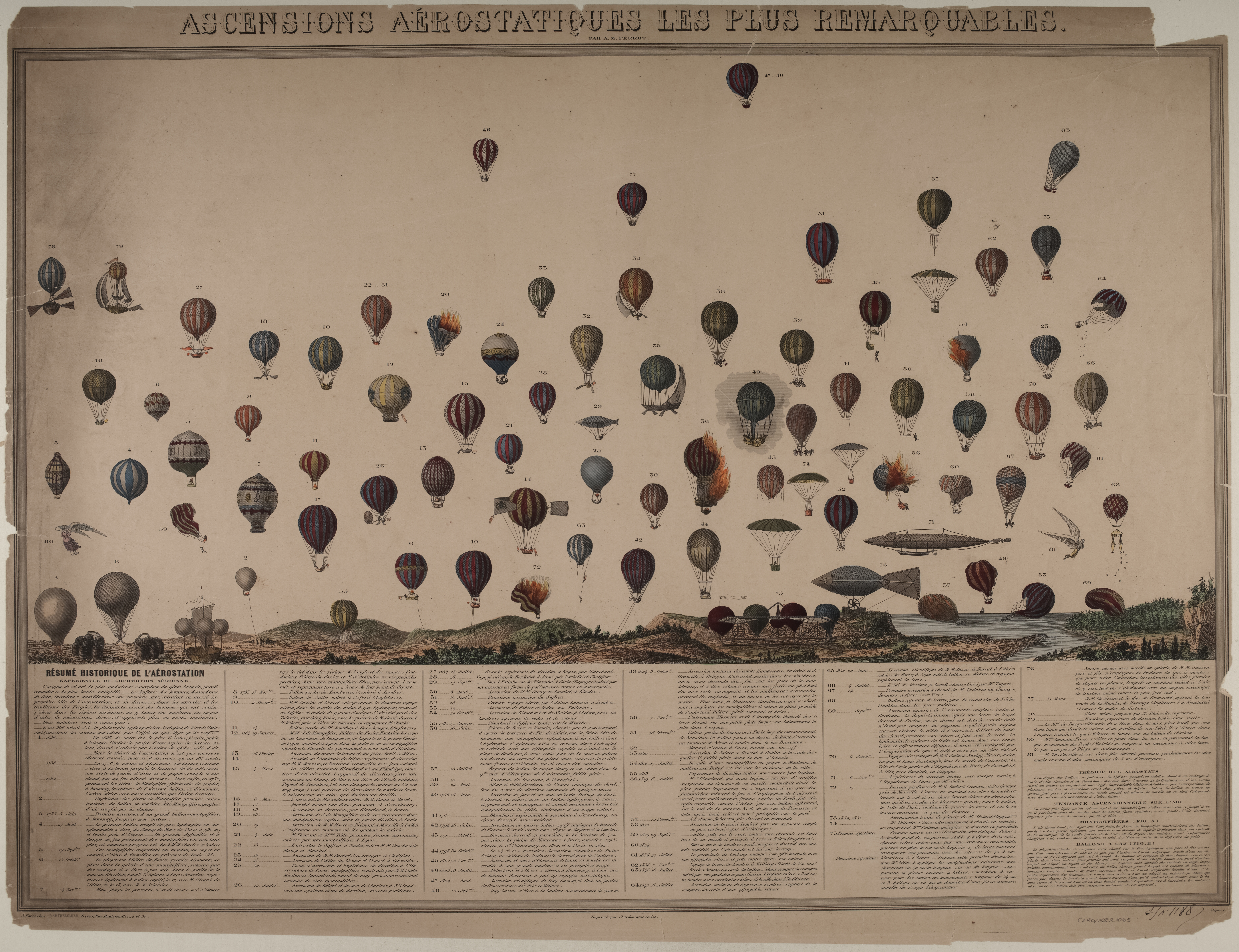
Ascensions aérostatiques les plus remarquables jusqu'en 1836.

Le début réel de l'aérostation est marqué par le succès des frères Montgolfier, le 21 novembre 1783 à Paris, avec le vol de leur montgolfière où avaient pris place Jean-François Pilâtre de Rozier et le Marquis d'Arlandes. 
Le 1er décembre 1783, dix jours après, Jacques Charles et Marie-Noël Robert volèrent au-dessus des jardins des Tuileries à Paris avec un ballon à gaz, rempli à l'hydrogène.
L'année 1784 verra ensuite un grand nombre d'essais d'envol de montgolfière dont de nombreux réussis. Cela en France (voir Charles Dallery), mais également dans les États de Savoie, en Angleterre et en Italie.
Le 19 janvier 1784, envol à Lyon du ballon Le Flesselles, une énorme montgolfière de plus de 20 000 m3, pilotée par Jean-François Pilâtre de Rozier avec à son bord Joseph Montgolfier.
Le 2 mars 1784, la foule rassemblée sur le Champ de Mars à Paris assiste à l'ascension d'un aérostat gonflé à l'hydrogène et piloté par Jean-Pierre Blanchard. Le ballon, muni d'une hélice actionnée à la main et poussé par le vent, franchit la Seine et revient pour se poser rue de Sèvres.
Le 6 mai 1784, premier vol hors de la France. Après un premier essai infructueux en avril de la même année en raison du poids trop important des décorations de l'aérostat, le premier vol habité dans les États de Savoie eu lieu. Le voyage fut réalisé par Xavier de Maistre et Louis Brun, partant des hauteurs de Chambéry pour se poser dans la vallée, sur le territoire de Triviers,.
Le 4 juin 1784, vol de la première femme, Élisabeth Tible, avec M. Fleurant dans la montgolfière La Gustave (baptisé ainsi en l'honneur du roi de Suède Gustave III, présent ce jour-là).
Le 23 juin 1784, triple record du monde, de Jean-François Pilâtre de Rozier et du chimiste Louis Joseph Proust à bord de la montgolfière La Marie-Antoinette conçue par Étienne Montgolfier : distance 52 km, vitesse 60 km/h et altitude 3 000 m environ.
Le 7 janvier 1785, Jean-Pierre Blanchard et John Jeffries accomplissent pour la première fois la traversée de la Manche dans le sens Angleterre-France dans un ballon gonflé à l'hydrogène.
Le 15 juin 1785, Jean-François Pilâtre de Rozier, qui tentait également de traverser la Manche mais dans le sens inverse, c'est-à-dire contre les vents dominants, se tue avec Pierre-Ange Romain en raison de l'incendie en vol de leur ballon mixte, montgolfière et ballon à gaz.
Ce drame qui est le premier accident aérien, va mettre un frein aux divers envols de ballon à air chaud. Il va falloir attendre la Révolution française, où André-Jacques Garnerin sera nommé « Aérostatier des Fêtes Publiques » pour que les ascensions reprennent.

## Usage dans l'armée

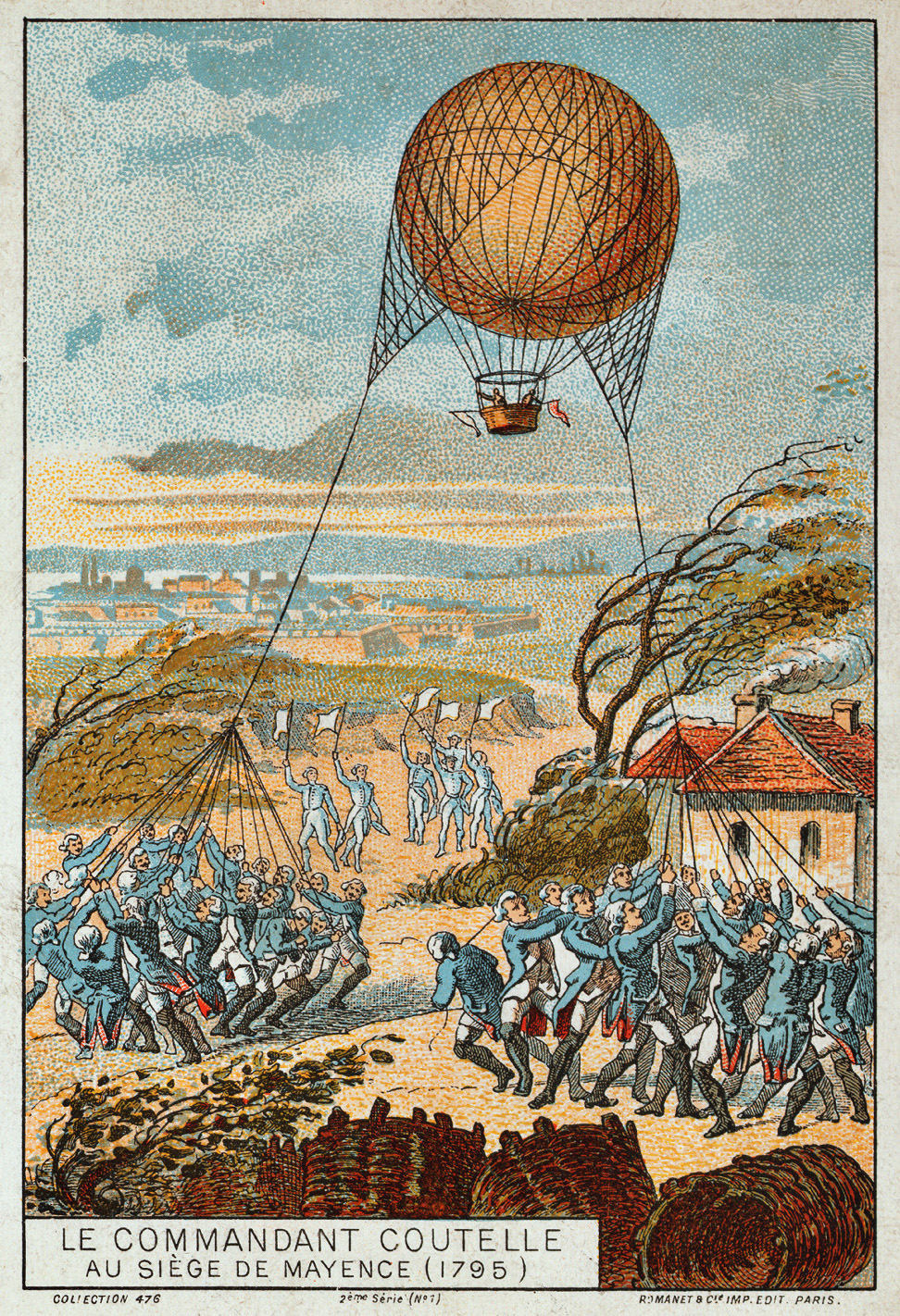
Ballon L’Entreprenant au Blocus de Mayence, 1795.

L'utilisation d'aérostats dans un cadre militaire concerne surtout les ballons à gaz, dont la durée de vol n'est pas limitée par le poids du carburant embarqué. La Compagnie d'aérostiers, créée en France le 2 avril 1794, est la première unité aérienne militaire du monde. La première utilisation d'un ballon, L’Entreprenant, à des fins de renseignement militaire a lieu pendant la bataille de Fleurus en juin 1794. Il n'y aura pas d'autre utilisation avant la guerre de Sécession.
Les Britanniques utilisent les ballons sur le front ouest de la Deuxième Guerre des Boers, notamment lors de la bataille de Magersfontein en 1899.
Durant la Première Guerre mondiale, un usage intensif en est fait pour les réglages d'artillerie. Ils sont mis en compétition avec l'aviation qui en est encore à ses débuts.
La Seconde Guerre mondiale marque la fin de ce type d'usage. Les ballons à gaz ont plutôt un usage défensif, pour gêner les mouvements de l'aviation.

### Premier usage à la bataille de Fleurus
Le chimiste Louis-Bernard Guyton de Morveau, membre du Comité de salut public, convainc ses pairs en octobre 1793 de commander la construction d'un ballon « aisément utilisable en campagne et capable d'emporter deux observateurs » à des fins militaires. Le comité décide, le 24 novembre 1793, la construction de ce ballon. Jean-Marie-Joseph Coutelle, physicien, est le responsable du projet qui est réalisé dans l'ancien domaine royal de Meudon, il a pour adjoint un autre physicien, Nicolas-Jacques Conté. Le ballon, L'Entreprenant, est prêt le 29 mars 1794 : construit en taffetas recouvert d'un vernis, il a un diamètre de dix mètres, il est gonflé en une quinzaine d'heures avec de l'hydrogène fabriqué sur place à l'aide de fourneaux. Un essai en captif est effectué, à 682 mètres au-dessus de la Seine, Coutelle armé d'une lunette peut faire des observations à grande distance. Le 2 avril, la première compagnie d'aérostiers est créée, Coutelle en est le chef. Ils partent pour rejoindre l'armée de Sambre-et-Meuse qui se bat à Maubeuge. Le 2 juin a lieu la première ascension d'observation sous le feu de l'artillerie autrichienne. Ils vont ensuite se déplacer jusque devant Charleroi avec le ballon gonflé tiré sur 45 kilomètres (la fabrication de l'hydrogène étant une opération trop complexe et trop longue) pour faire des observations le 24 et le 25. Le 26 juin, les deux aérostiers Coutelle et le général Morlot renseignent l'état-major français sur les mouvements des Autrichiens du champ de bataille. Le ballon participe ainsi pour la première fois à la capitulation d'une armée lors de la bataille de Fleurus. L'ennemi autrichien est désorienté et démoralisé de voir toutes ses actions à découvert.
Une deuxième compagnie est créée, ainsi qu'une école au château de Meudon où neuf autres ballons sont construits : six sphériques, le Vétéran, le Précurseur, le Svelte, le Télémaque, l'Hercule, l'Intrépide ainsi que trois cylindriques, le Martial, l’Émule et le Céleste. La première compagnie est capturée à Wurtzbourg, le 3 septembre 1796 à la suite de la retraite de l'armée française. Les ballons captifs sont difficiles à déplacer, les fours en brique pour produire l'hydrogène sont longs à construire, le gonflage durait de douze à quinze heures, autant de facteurs défavorables. Ils sont pourtant embarqués pour la campagne d'Égypte mais les deux navires où se trouve tout le matériel coulent. De retour en France, Bonaparte, adepte d'une guerre de mouvement qui s'accorde mal de ballons très statiques, démantèle les compagnies d'aérostiers le 28 janvier 1799 et ferme l'école. Les ballons ne seront réutilisés qu'une quarantaine d'années plus tard.

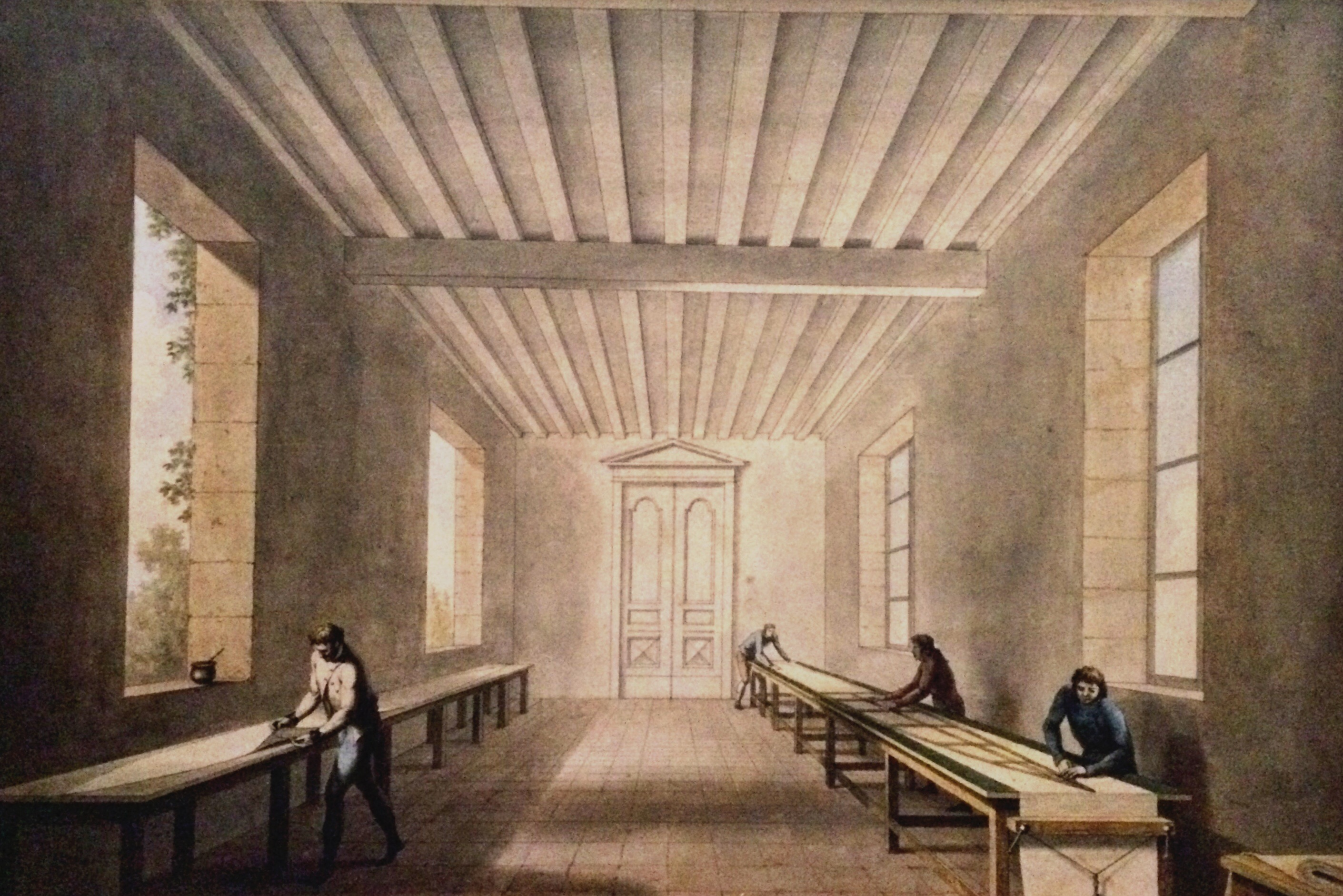
Découpage des toiles pour composer des fuseaux (1/5).
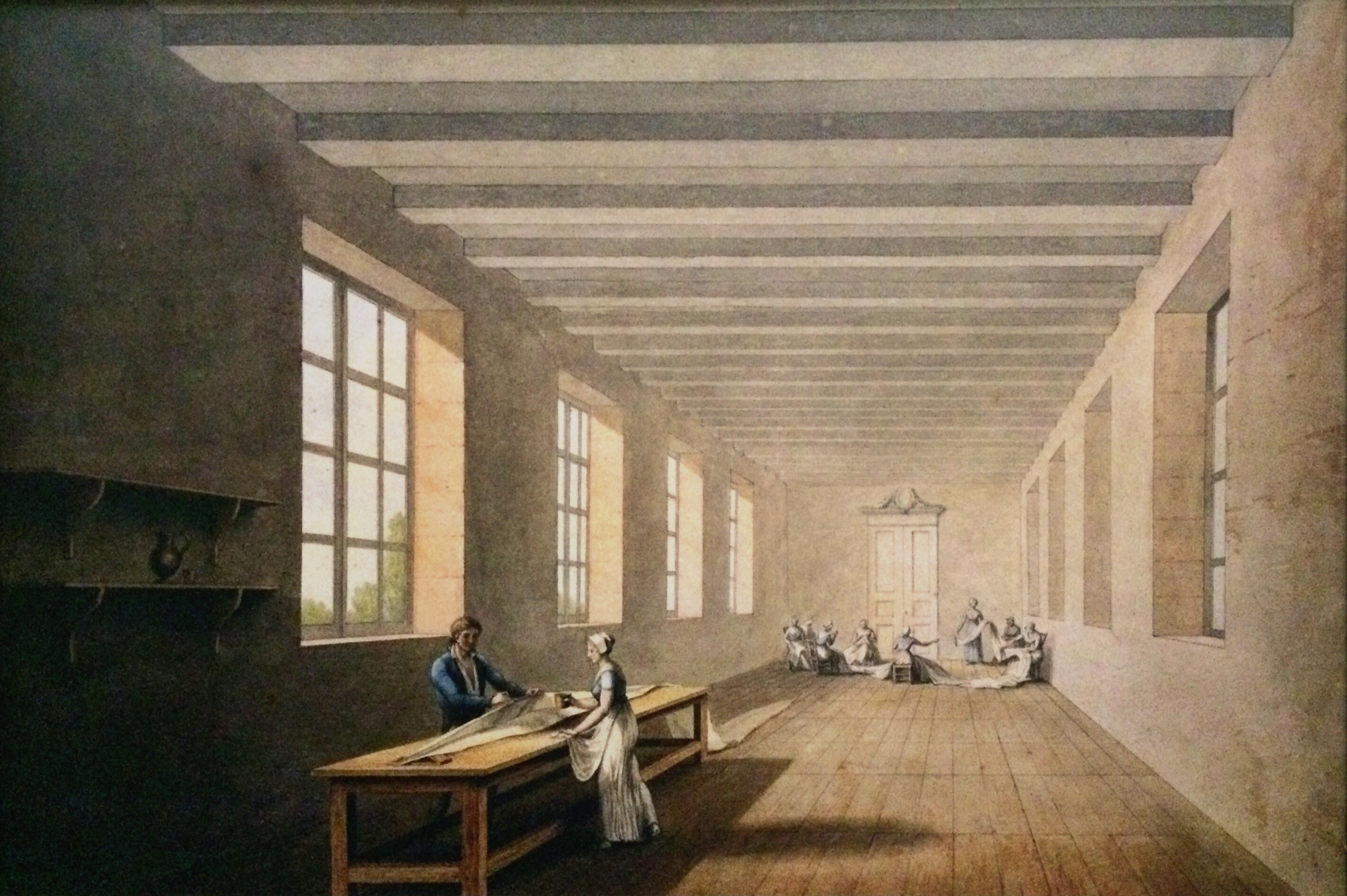
Assemblage des fuseaux (2/5).
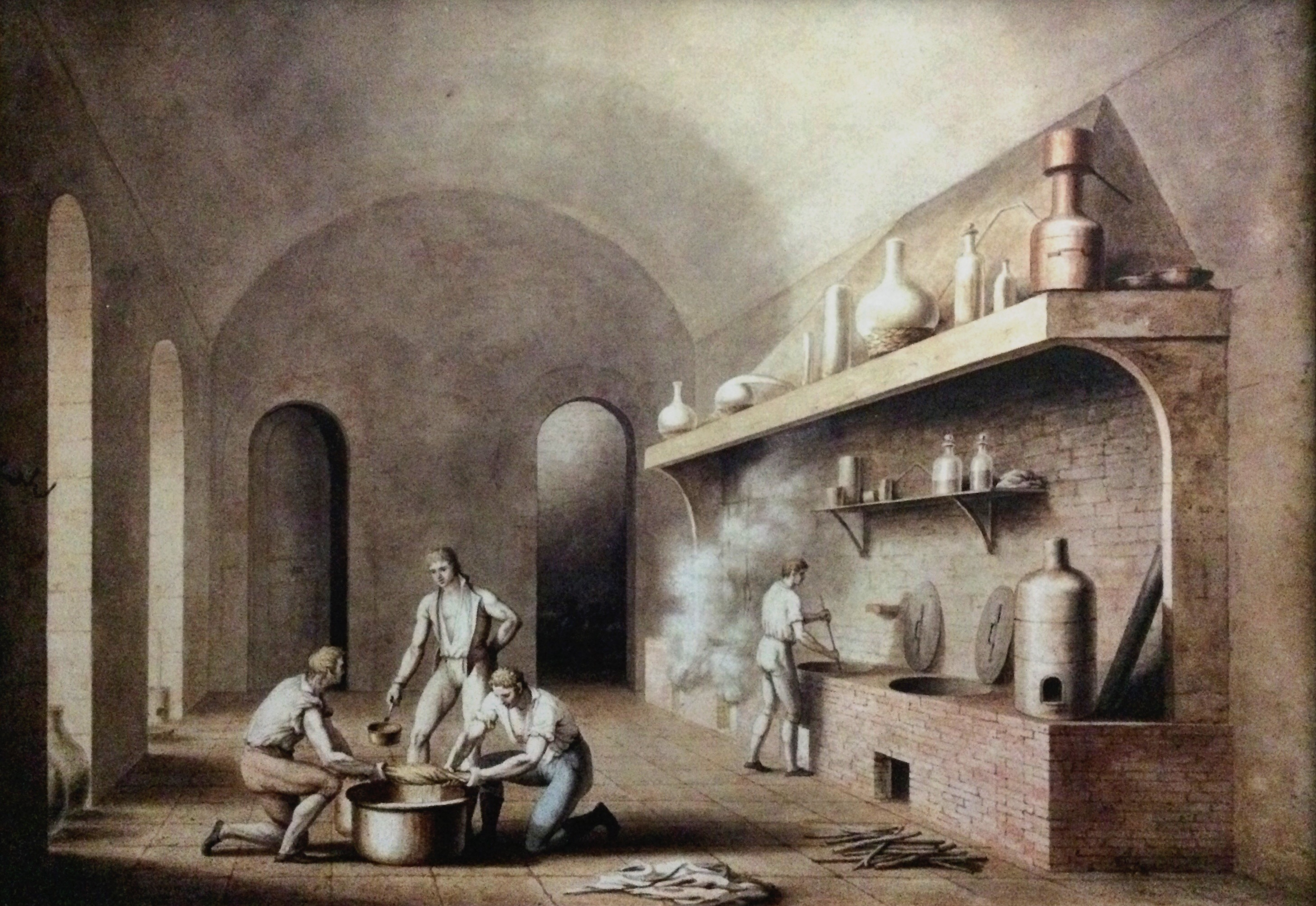
Préparation du vernis (3/5).
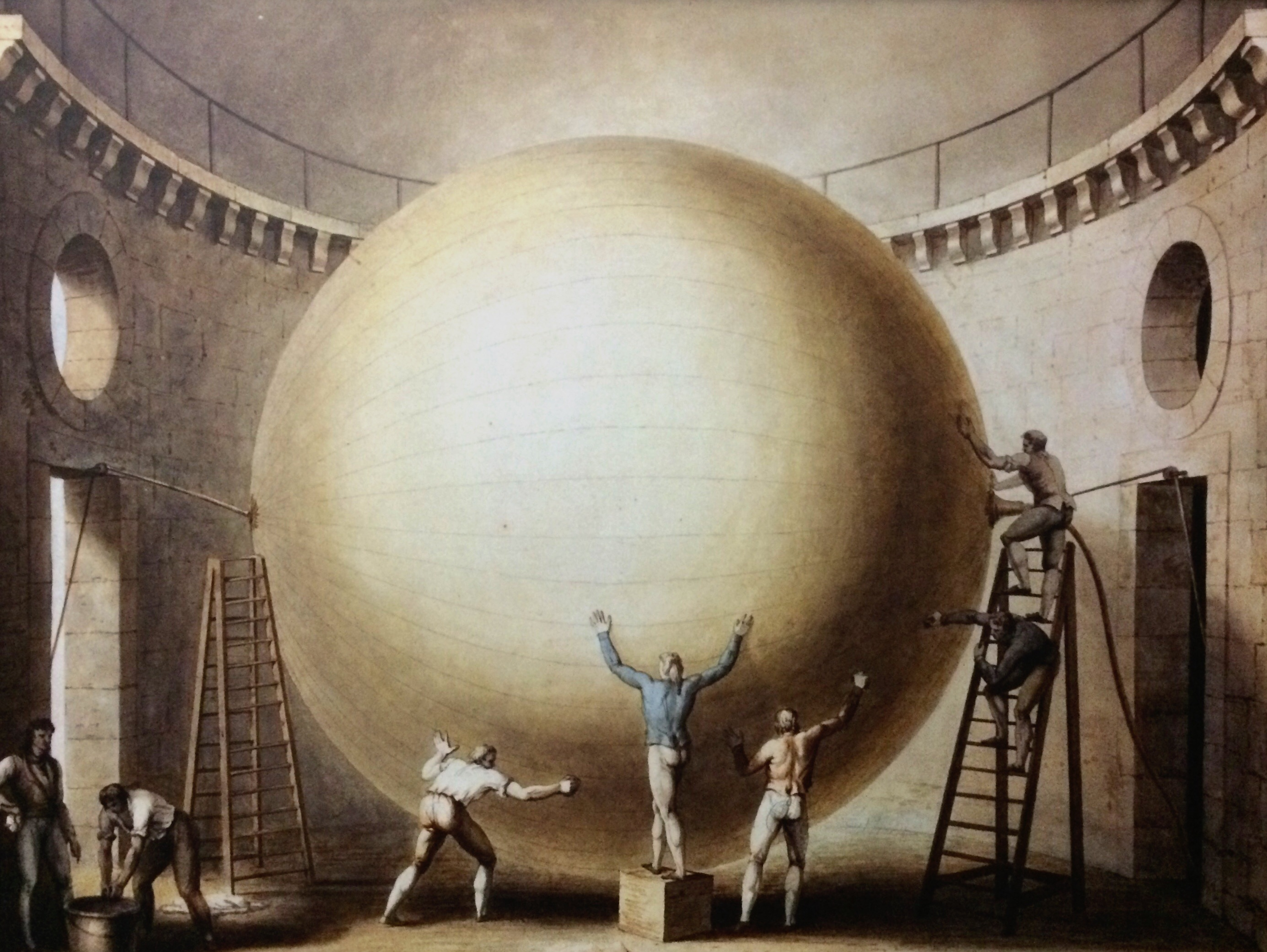
Étalage du vernis et vérification des joints (4/5).
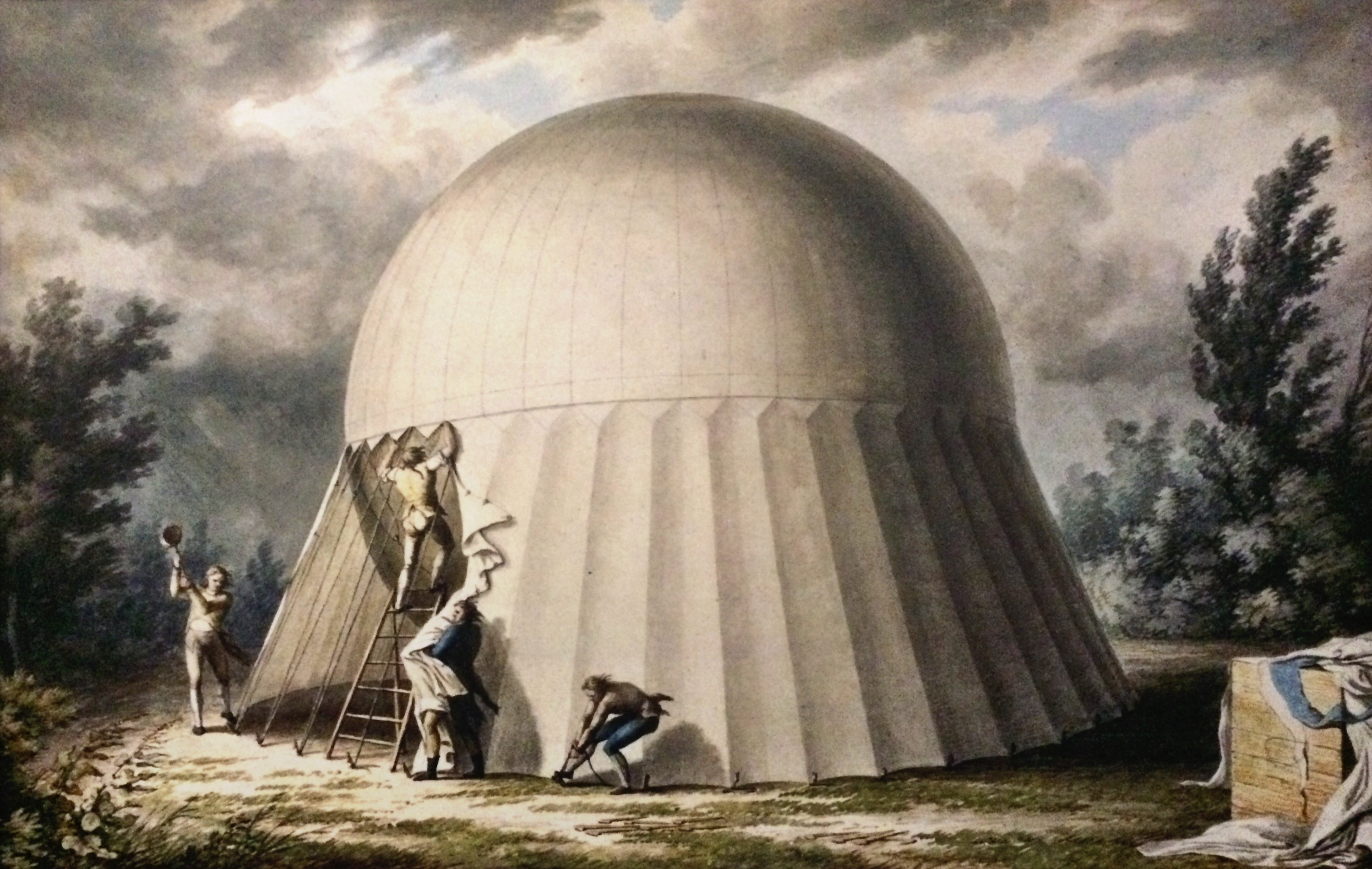
Aérostat au campement sous sa tente de protection (5/5).

### Application à la cartographie
Dès 1784, alors que les frères frères Montgolfier réussissent le premier vol en ballon, la possibilité d'appliquer cette nouvelle technologie à la cartographie retient l'attention des savants. 
Les premiers essais géodésiques, le lever topographique, semblent d'abord concluants, grâce à la technique de triangulation. L'instabilité du ballon - accrue par le fait qu'il était retenu par une corde attachée au sol - et l'aspect subjectif des mesures (à l'œil nu) constituaient toutefois un obstacle à son adoption. Cette application a notamment fait l'objet d'une étude par Antoine-François Lomet, ingénieur des ponts et travaillant à la mise en place de renseignements géographiques à l'École Polytechnique. Or, durant la même année, Napoléon démantèle les compagnies d'aérostiers, mettant du même coup fin à l'utilisation du ballon à des fins militaires, invoquant les coûts d'entretien prohibitifs. Ainsi donc l'idée d'utiliser l’aérostation au service de l'information géographique perd du terrain et elle est abandonnée au profit de la mesure directe au sol, permettant l'utilisation d'outils adaptés.

## Ballons montés au secours de Paris
Les ballons à gaz vont pourtant reprendre du service lors du siège de Paris par les Allemands en 1870. Nadar, qui a déjà auparavant réalisé la première photographie aérienne en ballon grâce aux frères Louis et Jules Godard, aéronautes accomplis (coopération entre 1858 et 1863), créé une « compagnie d'aérostiers » qui a pour charge de rompre le siège et de permettre d'envoyer du courrier à l'extérieur. Des personnalités politiques vont pouvoir aussi « s'échapper » comme Léon Gambetta. En un peu moins de six mois, 66 Ballons montés vont transporter 11 tonnes de courrier. Cinq seulement seront pris par les Allemands, chiffre faible si on tient compte que la direction du voyage n'était pas complètement contrôlée et qu'il fallait compter avec les caprices des vents.
Une compagnie d'aérostiers est créée dans le cadre de l'armée de la Loire, organisée par Gaston Tissandier (lui-même échappé du siège de Paris en ballon), avec pour double but d'assister l'armée sur le champ de bataille et de tenter des vols vers Paris. Les deux échouent.
En souvenir de ces exploits, d'importants concours de ballons sont organisés lors des Jeux olympiques d'été de 1900 à Paris.

## LeZénith: premier drame de l'altitude
En 1875, trois aérostiers français (Théodore Sivel, Joseph Crocé-Spinelli et Gaston Tissandier), tentent un record d'altitude à bord du ballon à gaz le Zénith, après avoir réussi un vol de longue durée, près de l'usine à gaz de la Villette à Paris. 
N'étant pas ou mal informés des risques encourus à une telle altitude, deux d'entre eux trouvent la mort (le vol dépasse 8 600 m). Le survivant réussit à se poser brutalement, mais sans trop de dommages dans l'après-midi sur le territoire de Ciron (Indre).

## Ballons captifs aux expositions universelles

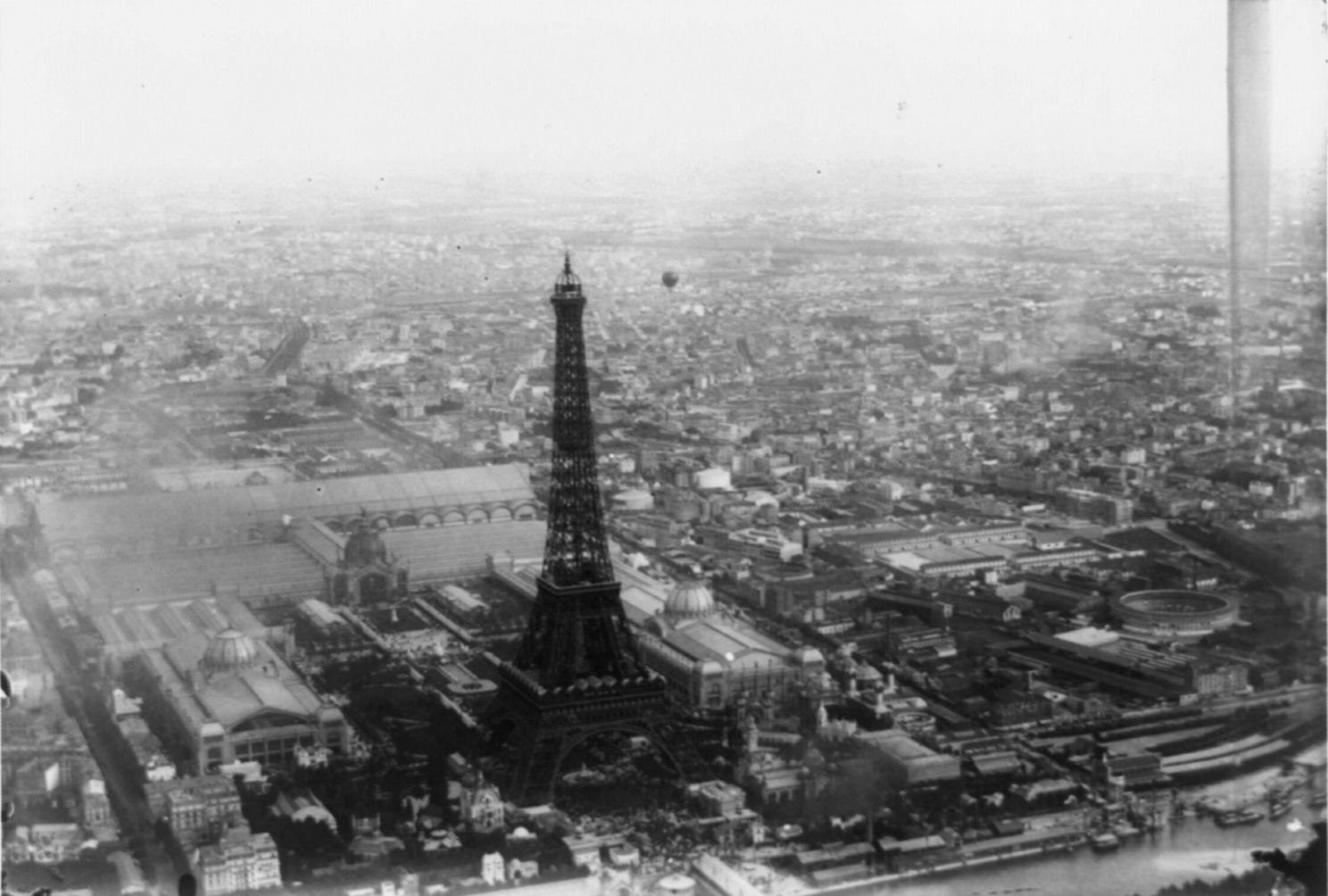
Photo aérienne de l'exposition

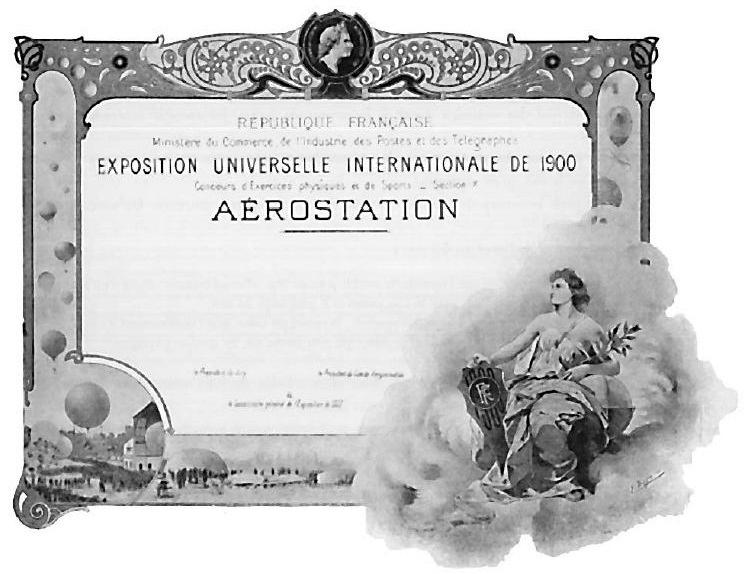
Publicité officielle pour le concours de ballons de l'exposition.

Henri Giffard met en œuvre un ballon captif actionné par un treuil à vapeur pour l'exposition universelle de 1867 (pour l'anecdote, ce ballon finira en tente dans le camp prussien durant le siège de 1870), puis pour l'exposition universelle de 1878 avec un succès considérable : tout le gotha français et mondial souhaite monter en ballon. En 1878, 900 personnes font l'ascension en une seule journée au cours de 24 ascensions. Du 28 juillet au 4 novembre, 1 000 ascensions sont réalisées, emmenant 35 000 passagers.
Après la mort de Giffard, deux équipes reprennent le flambeau pour l'exposition universelle de 1889, l'un au Trocadéro, l'autre boulevard de Grenelle, ce qui explique l'existence de photographies de la Tour Eiffel vue d'en haut, avec la présence d'un autre ballon sur l'image.
Paris possède 6 ballons captifs en 1900. Cette année-là est organisé le premier grand concours de ballons durant l'exposition universelle. Le point de rassemblement se trouve au Parc aérostatique de Vincennes.
La Suisse participe en 1896 lors de l’exposition nationale suisse, avec Alexandre Liwentaal et Eugène Baud.
En 1895, Camille du Gast saute en parachute depuis le ballon de Louis Capazza, d'une hauteur de 610 mètres.
Plusieurs grandes villes dans le monde s'équipent de ballons captifs à toutes sortes d'occasions.

## Avènement des dirigeables

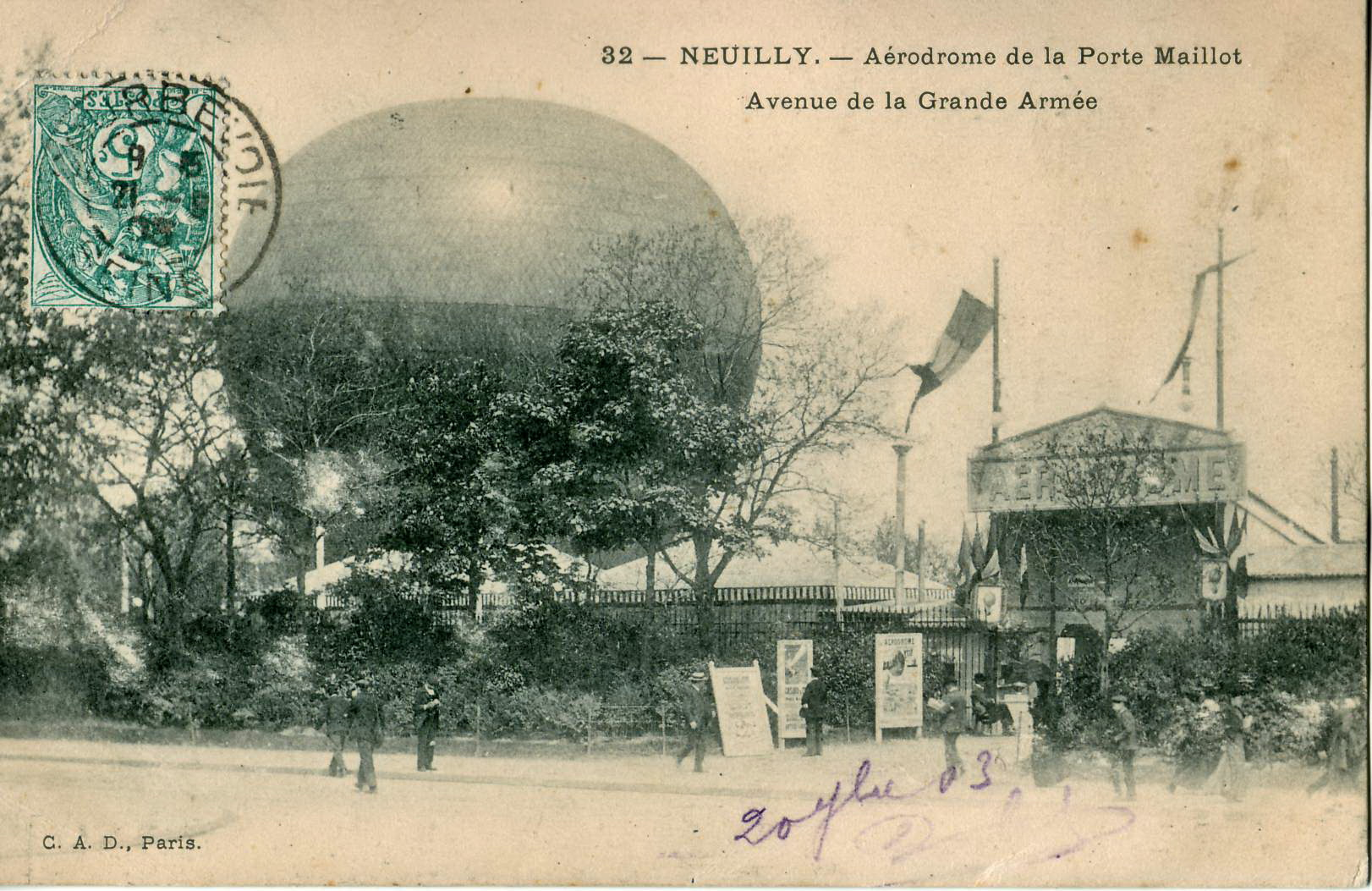
L'aérodrome de la Porte Maillot à Neuilly-sur-Seine, avant 1903.

Le ballon libre est trop tributaire du vent pour ses déplacements. Très tôt, le général Jean-Baptiste Marie Meusnier conçoit un ballon de forme ellipsoïdale, muni d'un gouvernail, mais à l'époque aucun moteur n'existe. Les inventeurs en sont réduits à essayer des systèmes à base de rames qui s'avèrent complètement inefficaces.
La première réalisation effective est due à Henri Giffard qui utilise une petite machine à vapeur pour actionner l'hélice ; il décolle de Paris le 25 septembre 1852, et atterrit à Trappes après un trajet de 27 km. Mais le poids des moteurs empêche une utilisation plus facile.
En 1881, à l'Exposition d'électricité, Gaston et Albert Tissandier contribuent au premier modèle de ballon dirigeable mû par l'électricité (vol non habité en intérieur).
En 1883 et 1884, ils font deux vols dans un dirigeable électrique, ils réussissent à le manœuvrer, mais ils ne parviennent pas à remonter le vent.
Le 9 août 1884, Charles Renard et Arthur Krebs font revenir leur dirigeable La France à leur point de départ, un petit voyage de huit kilomètres entre Meudon et Villacoublay. Il est propulsé par un moteur électrique pesant 44 kg au cheval et alimenté par piles. Il faudra attendre une vingtaine d'années et les exploits de Santos-Dumont pour rééditer la performance.
Mais l'invention du moteur à combustion interne va permettre au dirigeable de faire des progrès fulgurants. Les Zeppelin traversent l'Océan Atlantique. Roald Amundsen et Umberto Nobile survolent le pôle Nord. Ce même moteur va également provoquer le déclin puis la disparition de l'aérostation commerciale.

## Aérostation moderne
Les accidents tragiques avant la Seconde Guerre mondiale de grands dirigeables gonflés à l'hydrogène vont mettre un terme à cette épopée, et définitivement ruiner l'utilisation commerciale du ballon comme moyen de transport. Restent les utilisations sportives, scientifiques et militaires.
Le 28 mai 1931, le professeur suisse Auguste Piccard et son assistant suisse Paul Kipfer battent un record d'altitude : ils montent à 16 000 mètres, dans la stratosphère, grâce à l'utilisation d'une cabine pressurisée sphérique en aluminium. L'objectif n’était pas du tout sportif ni de battre un record, mais plus sérieusement d’atteindre la stratosphère pour permettre à ces physiciens les expérimentations permettant l'étude scientifique du rayonnement cosmique dans l’espace. 
Paulette Weber est la femme qui totalise le plus grand nombre d'ascensions en ballon. Élève de Georges Suire, elle obtint son brevet international de pilote en octobre 1928 et en 1953, elle bat le record de distance en ballon libre.
Durant la Seconde Guerre mondiale, les Britanniques lâchent des dizaines de milliers de ballons vers l'Allemagne lors de l'opération Outward. Ces derniers étaient équipés de bombes incendiaires ou laissaient traîner des filins en métal pour causer des courts-circuits en touchant les lignes électriques. De novembre 1944 à avril 1945, dans le projet Fugo, les Japonais utilisent des ballons incendiaires qui dérivent à l'altitude du courant-jet, 9 à 10 km, pour atteindre l'Amérique, mais les résultats sont minimes. 
La première traversée de l'Atlantique dans un ballon à hélium, non dirigeable, est effectuée le 17 août 1978 par Ben Abruzzo, Maxie Anderson, et Larry Newman. 
C'est seulement en 1999 que Bertrand Piccard, petit-fils du précédent, et Brian Jones font le tour du monde sans escale en ballon mixte (Rozière), en parcourant 46 759 km en un peu plus de 19 jours. Partis de Suisse, ils atterrissent en Égypte à 500 km du Caire.
La société Aerophile détient le record du plus grand nombre de passagers élevés grâce au principe du plus léger que l'air avec 1 280 000 passagers depuis 1993.